# Лоскот Євген Олександрович
Євге́н Олекса́ндрович Ло́скот (22 червня 1983 — 7 вересня 2014) — український військовик, капітан Збройних сил України. Герой України (посмертно).

## Життєвий шлях
Народився 1983 року в місті Чернігові. 2000 року закінчив загальноосвітню школу в селищі Десна Козелецького району Чернігівської області.
2006 року закінчив Одеський інститут Сухопутних військ, розпочав службу на посаді командира взводу. 2011-го звільнився з лав ЗС України в званні капітана.
Брав активну участь у громадсько-політичному житті, від 2010 року був членом Козелецької районної організації ВО «Свобода». Активний учасник Революції Гідності, перебував у лавах Автомайдану, зазнав поранення у протистояннях на вулиці Грушевського, брав участь у захисті Майдану 18-20 лютого 2014 року.
Добровольцем пішов до військкомату, мобілізований 21 березня 2014-го, призначений на посаду заступника командира роти з озброєння розвідувальної роти 1-ї окремої гвардійської танкової бригади. Брав участь у боях поблизу населених пунктів Жовте, Лутугине, Раївка, Сабівка, за стратегічні блокпости. За оборону Луганського аеропорту достроково отримав звання майора, проте так і не встиг змінити погони.
У вересні по важких боях залишився під Луганськом прикривати відхід основної тактичної групи, приєднався до бійців 22-го батальйону тероборони «Харків». Хлопці залишилися без офіцерів, тож Лоскот вирішив очолити обезголовлений підрозділ, про що доповів своєму командуванню.

### Обставини загибелі
5 вересня на позиції «Щогла» залишалося 17 бійців 1-ї танкової бригади, близько 30 бійців 3-го батальйону територіальної оборони, і троє з 22-го батальйону. З техніки залишилась лише одна БМП і дві вантажівки — 3 БМП вийшли звідти раніше з командиром 1 ОТБр Грицьковим. Бійці чули танкові двигуни противника, що зайшов до Олександрівська, що неподалік. А приблизно о 7 вечора виявили, що в тил до них у кількох сотнях метрів, на межі сільгоспугідь і найближчого терикону, зайшла й зупинилася табором група цивільних позашляховиків. Огляд виявив, що це був загін проросійських сил. Капітан Лоскот сів у БМП, взяв на борт двох вояків. Лоскот вирішив атакувати противника, використавши ефект неочікуваності. Хлопці використали кулемет і автомати, чавили й таранили «Лексуси» і «БМВ». Коли російські бойовики прийшли до тями, старенька БМП вже залишала розташування. На башті БМП спалахнув вибух ПТКР, в бронемашину влучила граната РПГ. Вона ще трохи проїхала і зупинилася, почала горіти. Екіпаж її покинув і невдовзі у БМП вибухнув боєкомплект. Хлопці розділилися — один з воїнів зміг повернутися до своїх, другий потрапив у полон. Євген встиг відійти з поля бою, зв'язатися з «айдарівцями» і домовитися про допомогу у переправленні на другий берег Сіверського Донця. Добровольці попросили ще скоригувати артилерійський вогонь, на що офіцер погодився. Артилерія щільним вогнем накрила вороже угруповання.
Проте Лоскота видали місцеві, поранений капітан потрапив в оточення та прийняв свій останній бій на закинутій фермі поблизу села Весела Гора Слов'яносербського району. Коли закінчились набої, підірвав себе гранатою, прохрипівши дивну для терористів фразу:
| «Русские не сдаются! Слава Україні!» |
Після цього російські бойовики добили українського офіцера пострілом у голову. Російсько-терористичні формування на добу пригальмували просування вглиб української території до міста Щастя. За цей час змогли вийти з оточення півсотні українських вояків, підтягнулися до Щастя та закріпилися добровольці з батальйону «Айдар» і бійці 92-ї мехбригади полковника Віктора Ніколюка.
Рештки Героя були виявлені пошуковцями Місії «Евакуація-200» («Чорний тюльпан») 22 червня 2015 року на місці його загибелі та ідентифіковані за результатами ДНК-експертизи.
9 вересня 2015 року офіцера поховали в смт Десна.
Залишилися мати Ксенія Данилівна Лоскот, дружина Тетяна та син Тарас 2010 р.н.

## Нагороди та звання
- Звання Герой України з удостоєнням ордена «Золота Зірка» (23 серпня 2017, посмертно) — за виняткову мужність, героїзм і самопожертву, виявлені у захисті державного суверенітету та територіальної цілісності України, вірність військовій присязі[3][4]
- Нагрудний знак «За оборону Луганського аеропорту» (посмертно)

## Вшанування пам'яті
- 19 лютого 2016 року розпорядженням Козелецької селищної ради вулиця Пролетарська в Козельці перейменована на вулицю Євгенія Лоскота[5].
- 2 квітня 2016 року в селищі Козелець відбувся більярдний турнір, приурочений пам'яті загиблого на Луганщині капітана Лоскота[6].
- 29 грудня 2016 в Києві за підтримки благодійних фондів та участі громадських активістів й волонтерів презентовано колекційну марку, створену на честь воїнів, які загинули в боях на сході України. На ній зображені Ігор Брановицький, Ігор Гольченко, Микола Колосовський, Євген Лоскот, Андрій Матвієнко, Сергій Свищ, Олег Сидор, Сергій Табала, Георгій Тороповський.
- Його портрет розміщений на меморіалі «Стіна пам'яті полеглих за Україну» у Києві: секція 4, ряд 4, місце 19
- У лютому 2023 року на його честь перейменовано вулицю Костромська в Чернігові[7].